# José Hiraís Acosta Beltrán
José Hiraís Acosta Beltrán (ur. 22 września 1966 w Pezmatlán) – meksykański duchowny rzymskokatolicki, biskup Huejutla od 2016.

## Życiorys
Święcenia kapłańskie otrzymał 11 czerwca 1993 i uzyskał inkardynację do diecezji Huejutla. Pracował przede wszystkim w diecezjalnych seminariach. Był wicerektorem niższego seminarium, a w wyższym seminarium pełnił funkcje m.in. wychowawcy, prefekta studiów oraz ojca duchownego. Pracował też w sądzie biskupim jako obrońca węzła małżeńskiego.
28 stycznia 2016 papież Franciszek mianował go biskupem diecezjalnym diecezji Huejutla. Sakry udzielił mu 14 marca 2016 nuncjusz apostolski w Meksyku - arcybiskup Christophe Pierre.